# Ely do Amparo
Ely do Amparo, detto Ely (Paracambi, 14 maggio 1921 – Paracambi, 9 marzo 1991), è stato un calciatore brasiliano, di ruolo centrocampista.

## Caratteristiche tecniche
Giocava come centrocampista e come difensore laterale.

## Carriera

### Club
Iniziò la carriera con l'América, nel 1939, trasferendosi poi al Canto do Rio l'anno successivo; con tale società rimase fino al 1945, divenendone capitano. Passò dunque al Vasco da Gama, entrando a far parte di quella squadra che in quegli anni veniva definita Expresso da Vitória Dopo varie vittorie nel Campionato Carioca, il club si aggiudicò anche la prestigiosa Coppa dei Campioni del Sudamerica, competizione che precedette la Copa Libertadores. Una volta terminato il ciclo di vittorie con il Vasco, si trasferì allo Sport nel 1953, vincendo il campionato Pernambucano sia in quell'anno che nel 1955, ultima sua stagione come giocatore.

### Nazionale
Ha giocato diciannove partite con il Brasile, venendo convocato per i mondiali di Brasile 1950 e Svizzera 1954; vinse il Campeonato Sudamericano di Brasile 1949 ed il Campionato Panamericano nel 1952.

## Palmarès

### Club

#### Competizioni statali
- Campionato Pernambucano: 2

Sport: 1953, 1955
- Campionato Carioca: 5

Vasco da Gama: 1945, 1947, 1949, 1950, 1952

#### Competizioni internazionali
- Coppa dei Campioni del Sudamerica: 1

Vasco da Gama: 1948

### Nazionale
- Campeonato Sudamericano de Football: 1

Brasile 1949
- Campionato Panamericano: 1

1952